# Albert Louvet

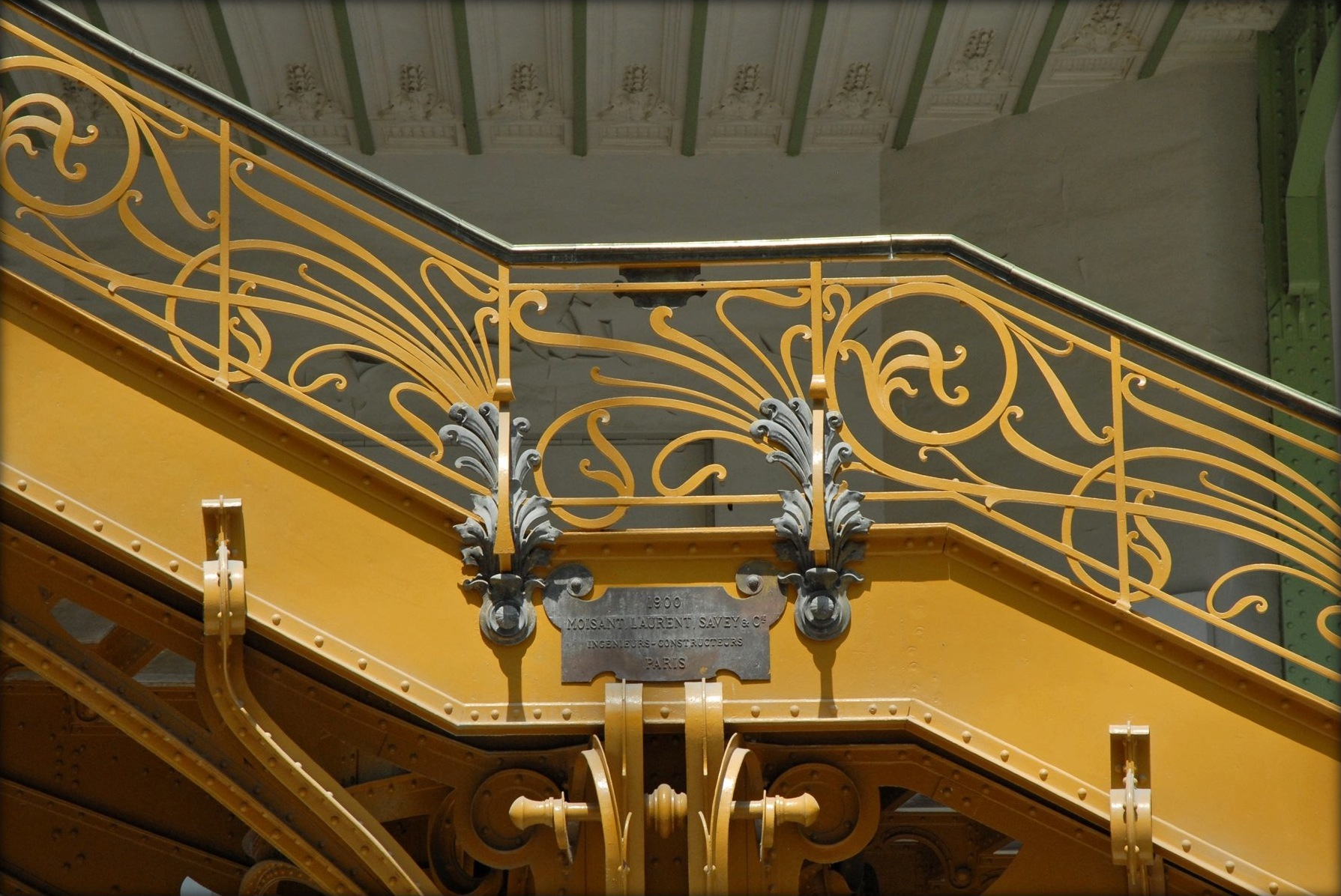
detall de l'escala d'honor del Grand Palais

Louis-Albert Louvet (París, 1860 - 1936) va ser un arquitecte francès.
Fill i alumne de Louis-Victor Louvet, també va rebre classes de Paul-René-Léon Ginain a l'École Beaux-Arts de París, obtenint el Prix de Roma el 1886 gràcies al seu projecte titulat Un palais pour la Cour des comptes (Un palau per al Tribunal de comptes). Va participar en el disseny i construcció del Grand Palais, de 1896 a 1900, juntament amb Henri-Adolphe-Auguste Deglane, Albert-Félix-Théophile Thomas i Charles-Louis Girault. Per a aquest projecte va ser encarregat del plànol i de la direcció de treballs de la secció central incloent el «Saló d'honor» i, en coordinació amb Deglane, la gran «escala d'honor», així com la decoració de la paret del fons del «paddock».